# Achthophora sandakana
Achthophora sandakana là một loài bọ cánh cứng trong họ Cerambycidae.